# عرب‌-فارسی‌ها
اعراب پارسی به مردمی با پیشینه آمیختهٔ عرب و فارسی گفته می‌شود.
تعداد زیادی از اعراب عراق، امارات، بحرین، کویت، و دیگر کشورهای عربی خلیج فارس ریشهٔ ایرانی دارند.

## تاریخچه
در زمان قبل از حمله اعراب به ایران، تعدادی از اعراب در ایران زندگی می‌کردند. آنان برای نوشتن از الفبای ایرانی استفاده می‌کردند. سایر اعراب از آن‌ها به عنوان «عرب الفرس» یاد می‌کردند.
یکی از یاران نزدیک محمّد، پیامبر اسلام نیز سلمان فارسی از ایرانیان بود.
پس از گسترش اسلام و تسخیر ایران به وسیلهٔ خلفای راشدین، ایرانیان شروع به استفاده از الفبای عربی نمودند.

## درکشورهای عربی
حدود ۵۰۰٬۰۰۰ نفر در عراق، ۴۰۰٬۰۰۰ در امارات، ۱۷۷٬۰۰۰ در بحرین و ۱۱۸٬۰۰۰ نفر در کویت از اعراب پارسی می‌باشند. البته عده‌ای از کردهای ایزدی در عراق نیز در اثر مجاورت با اعراب امروزه به زبان عربی سخن می‌گویند.